# Мельник Григорій Андрійович
Григорій Андрійович Мельник (23 січня 1909, село Дідівщина, тепер Фастівського району Київської області — 23 грудня 1976, Алма-Ата, тепер Республіка Казахстан) — радянський державний діяч, 1-й секретар Північно-Казахстанського, Семипалатинського, Акмолінського обласних комітетів КП Казахстану, секретар ЦК КП Казахстану, 1-й заступник голови Ради міністрів Казахської РСР. Депутат Верховної Ради СРСР 5—7-го скликань.

## Життєпис
Народився в селянській родині. З 1925 року працював теслею, з 1927 року завідував хатою-читальнею, обирався секретарем Фастівського районного комітету сільської бідноти, працював інспектором районного відділу народної освіти.
Член ВКП(б) з 1930 року.
Закінчив робітничий факультет при Київському гірничо-геологічному інституті. З 1931 по 1933 рік навчався в Київському гірничо-геологічному інституті. Був членом пропагандистської групи ЦК ЛКСМУ.
У 1933—1939 роках — помічник, заступник начальника, начальник політичного відділу радгоспу.
У 1939—1941 роках — інструктор, завідувач сектора, заступник завідувача сільськогосподарського відділу ЦК КП(б) Казахстану.
У 1941—1945 роках — завідувач сільськогосподарського відділу ЦК КП(б) Казахстану.
У 1945—1948 роках — 1-й секретар Північно-Казахстанського обласного комітету КП(б) Казахстану.
У 1948—1951 роках — слухач Вищої партійної школи при ЦК ВКП(б).
У 1951—1953 роках — 1-й секретар Семипалатинського обласного комітету КП(б) Казахстану.
У травні 1953 — 1954 року — заступник голови Ради міністрів Казахської РСР.
У 1954—1956 роках — міністр сільського господарства Казахської РСР.
У 1956—1957 роках — слухач річних курсів перепідготовки секретарів обкомів і голоів облвиконкомів при ЦК КПРС.
У березні 1957 — січні 1958 року — 1-й секретар Акмолінського обласного комітету КП Казахстану.
26 грудня 1957 — 24 жовтня 1959 року — секретар ЦК КП Казахстану.
У жовтні 1959 — березні 1963 року — 1-й заступник голови Ради міністрів Казахської РСР. Одночасно у 1962 — березні 1963 року — міністр виробництва та заготівель сільськогосподарської продукції — заступник голови Комітету з керівництва сільським господарством Казахської РСР.
19 березня 1963 — 24 лютого 1971 року — секретар ЦК КП Казахстану. Одночасно 19 березня 1963 — 7 грудня 1964 року — голова Бюро ЦК КП Казахстану із керівництва сільськогосподарським виробництвом.
У лютому 1971 — 1972 року — голова Державного комітету лісового господарства РМ Казахської РСР.
З 1972 року — персональний пенсіонер.

## Нагороди і звання
- три ордени Леніна
- орден Вітчизняної війни І ст.
- орден Трудового Червоного Прапора
- орден «Знак Пошани»
- медаль «За трудову доблесть»
- медалі